# 村上専精
村上 専精（むらかみ せんしょう、嘉永4年4月1日（1851年5月1日） - 昭和4年（1929年）10月31日）は、日本の明治・大正期に活躍した日本の教育者・仏教史学者。東洋高等女学校創立者、東京帝国大学印度哲学科初代教授・同名誉教授、大谷大学学長。
明治・大正期の教育界において主として高等教育の充実に尽力。特に、仏教思想・仏教史を近代的学問体系からの批判に耐え得る形で研究するとともに、その成果を自ら整備に関与した公私の諸教育機関において公開した。

## 経歴
1851年(嘉永4年)、丹波国の真宗大谷派教覚寺に生まれた。本姓は広崎。幼時より父について浄土三部経を習い、漢学の才にすぐれるが、生家の寺が貧しかったため近郊の行雲寺(岡村波洲)に預けられた。苦学の後、18歳で丹波の外に出て姫路善教寺の亮聞(号・天外)の私塾に入った。当時は幕末の動乱期であり、仏教や漢学以外にも、亮聞から「旧約全書創世記」に関する講義も聴き、キリスト教にも触れていた。
1871年からは越後無為信寺の武田行忠の下で唯識を学んだ。1874年、愛知県万福寺に入り、翌1975年には京都東本願寺の高倉学寮に入るが、寮内紛擾により退寮し、万福寺に戻った。同年、愛知県入覚寺の養子となり村上姓に改姓した。安休寺の雲英語緩の下で因明学を学ぶが、学問に専心したため養家や檀家と軋轢を生み、妻子を残したまま1880年に再び京都に出て東本願寺教師教校に入学。2年の学修の後に同寺の学階を得て、真宗大学寮の教員となって講義を担当するに至った。1984年からは、越中教校(富山県高岡市)の校長となった。
1887年、東京の曹洞宗大学林（現・駒澤大学）に招聘されて講師に就任した。同年、井上円了が設立した哲学館（現・東洋大学）の講師を兼任する傍ら、同哲学館において西洋哲学科の学生となり、研鑽を積んだ。翌1888年、古谷覚寿の後任として東京帝国大学文科大学のインド哲学の講師に就任。哲学館事件においては、丁酉倫理会会員として意見書に名を連ねた。
1905年、東洋高等女学校(現・東洋女子高等学校)を創設。専精は父が教育熱心な僧侶であった影響もあるが、立派な僧侶の伝記に触れるにつれて、その母親が優れていたことに気づき、母親となる女子教育の必要を感じていた。1917年には、東京帝国大学印度哲学科の初代教授に就任した。翌年、帝国学士院会員に選出された。1923年、東京帝国大学を退任して名誉教授となった。 1926年から1928年の間、大谷大学学長をつとめた。
1929年10月31日に死去。墓所は雑司ヶ谷霊園にある。

## 研究内容・業績

### 近代仏教研究を推進する土壌づくり
仏教研究の雑誌としては、1894年に鷲尾順敬・境野黄洋らとともに、雑誌『仏教史林』を創刊した。史料編纂についても熱心であり、1897年には『大日本仏教史』を刊行、1926年には辻善之助らと『明治維新神仏分離史料』を編纂・刊行し、近代的な仏教史研究に大きく道を開いた。

### 大乗非仏説
1901年、永年の仏教思想研究の成果に客観的方法論を導入して『仏教統一論』を著し、大乗非仏説を提起、大きな反響を呼んだ。とくに派内に物議が起こり、当時の法主大谷光瑩を煩わせたとして、一時、所属する真宗大谷派の僧籍を離れた（還俗）ことがあった（1901年10月13日）。その後、1911年の同派親鸞聖人650回御遠忌に際して僧籍復帰している。
同派出身の南条文雄・ 井上円了・ 清沢満之らをはじめ幅広い分野の人々と交流、終始一貫、近代的な仏教研究と教育体制の充実・整備に力を注いだ。

## 家族・親族
- 父：広崎宗鎧も僧侶。村上専精によると、近くの子供たちを集めて教えるほど教育に熱心な人物であったといい、明治6年に船城小学校の前身「又新舎」が教覚寺にできた際には初代校長をつとめたという。

## 著作

### 著書
- 『仏教三大宗摘要』（1889年）
- 『因明学全書 活用講述』（1891年）
- 『日本仏教史綱』（1898年）
- 『和漢仏教年契』（1898年）
- 『日本仏教一貫論』（1890年）
- 『仏教統一論』（1901-1905年）
  - 第1編：大綱論
  - 第2編：原理論
  - 第3編：仏陀論
- 『大乗仏説論批判』（1903年）
- 『最新学説女子教育論 女子教育管見』（1905年）
- 『真宗全史』（1916年）
- 『親鸞の開宗』（1921年）
- 『我観真宗』（1921年）
- 『真宗の真面目は那辺に存する乎』（1928年）

## 村上専精に関する参考文献
- 末木文美士『明治思想家論』（トランスビュー、2004年）
- クラウタウ、オリオン『近代日本思想としての仏教史学』（法蔵館、2012年）
- ________「村上専精の比較事業」（末木文美士編『比較思想から見た日本仏教』山喜房仏書林、2015年）